# Platydoras
Platydoras — невеликий рід сомів, родини Бронякових (Doradidae), поширених у тропічних водах Південної Америки. Відомі об'єкти акваріумістики.

## Види
Містить п'ять виді:
- Platydoras armatulus (Valenciennes, 1840)
- Platydoras birindellii Sousa, Chaves, Akama, Zuanon & Sabaj, 2017
- Platydoras brachylecis Piorski, Garavello, Arce H. & Sabaj Pérez, 2008
- Platydoras costatus (Linnaeus, 1758)
- Platydoras hancockii (Valenciennes, 1840)